# 梁樑
梁樑（1962年4月—），安徽肥东人，中共党员，现任合肥工业大学党委副书记、校长。

## 生平
1982年6月，毕业于安徽工学院（现合肥工业大学）电气自动化专业获学士学位，同年留校任教。1987年12月，于合肥工业大学计算机应用专业获硕士学位。1991年6月，于东南大学自动控制专业获博士学位。1991年7月起任教于中国科学技术大学，历任管理科学系教师，管理科学系副主任，管理学院副院长。2004年7月，任中国科学技术大学党委委员、管理学院执行院长。2013年12月，调任合肥工业大学党委常委、副校长。2015年7月，升任合肥工业大学校长。
主要从事决策科学和供应链管理等研究，2005年获国家自然科学杰出青年基金资助，2010年获聘为教育部长江学者特聘教授。主持国家自然科学创新研究群体基金、国家自然科学基金重大海外合作项目和国家科技支撑计划项目等多项，研究成果曾获教育部自然科学一等奖、高等学校人文社科优秀研究成果一等奖、安徽省自然科学一等奖等。2004年获安徽省青年科技奖，2006年获安徽省杰出青年科技创新奖，2007年入选新世纪百千万人才工程国家级人选。教学成果获安徽省教学成果特等奖（排名第一）1次、国家级教学成果二等奖（排名第一）2次。
主要学术兼职：国家自然科学基金委管理学部评审组专家、国家社会科学基金学科规划评审组专家、中国优选法统筹法与经济数学研究会副理事长。

## 所获奖励
- 2010年 高等学校科学研究优秀成果奖（科学技术）一等奖（第二完成人）[4]
- 2012年 复旦管理学杰出贡献奖[5]
- 2013年 高等学校科学研究优秀成果奖（人文社会科学）一等奖（第一完成人）[6]
- 2014年 管理科学奖[7]
- 2016年 高等学校科学研究优秀成果奖（科学技术）一等奖（第一完成人）[8]
- 2017年 安徽省自然科学一等奖（第一完成人）[9]

## 副校长实名举报事件
2015年12月，梁樑在由中国教育报、中国教育新闻网主办的第四届全国教育改革创新典型案例推选活动中荣获全国教育改革创新杰出校长奖。2016年7月31日，原合肥工业大学党委副书记、副校长朱大勇实名向合肥工业大学纪委、学术委员会举报校长梁樑在“第四届全国教育改革创新杰出校长奖”申报过程中“材料造假”。8月4日，合肥工业大学在学校官方网站发布情况通报，称校长梁樑的参评申报材料中未发现有虚假内容，举报材料中多个问题均与事实不符。2018年2月，教育部同意朱大勇辞去合肥工业大学副校长职务，有关对校长梁樑的举报事件尚未有相关权威部门作出公开的正式结论。